# Fanzara
Fanzara là một đô thị trong tỉnh Castellón, Cộng đồng Valencia, Tây Ban Nha. Đô thị Fanzara có diện tích 35 km², dân số theo điều tra năm 2010 của Viện thống kê quốc gia Tây Ban Nha là 370 người. Đô thị Fanzara nằm ở khu vực có độ cao 229 mét trên mực nước biển.